# أورانغ أصلي
أورانغ أصلي هم السكان الأصليّون لدولة ماليزيا، ويعني المصطلح في لغة الملايو "السكَّان الأصليُّون"، ويشير للسكان الأصليين في مدينة صباح وسراوق وشبه الجزيرة الماليزيّة، ويُطلَقُ عليهم أيضًا مصطلح بوميفوترا في ماليزيا. وهم الأقلية في شبه الجزيرة الماليزية، في حين يشكّل جماعة أورانغ أصلي أغلبيّة السكان في شرق ماليزيا.

## أصل الكلمة
يعني مصطلح "أورانغ أصلي" السكان الأصليّون، واستخدمه المتمرِّدون الشيوعيون في حالة الطوارئ الماليزية؛ من أجل الحصول على دعم المجموعات القبليّة.

## الحالة
تعتبر الحكومة أنّ معظم سكان أورانغ أصلي هم ضمن جماعة بوميفوترا وبالتالي تمنحهم عدد من الامتيازات. ومع ذلك، لا تزال مجتمعاتهم مهمّشة ويتم تصنيفهم على أنهم "سكان بوميفوترا من الدرجة الثّانية" على عكس العرق الماليزيّ. وهناك قضيّة مستمر بشأن الأرض، والتي غالبًا ما يتم أخذها لأغراض التنمية وقد تسبّب هذا في العديد من المشكلات، من ضمنها الدعوات القضائيّة والانقسامات بين الحكومة الفيدراليّة وحكومات الولايات. بالإضافة لذلك، غالبًا ما يتم قطع الأشجار على ما يعتبر الأرض التقليديّة لشعب أورانغ أصلي. وحدثت بعض المشكلات فيما يتعلق بالهجرة، فيتم غالبًا منح المهاجرين بطاقات الهويّة قبل سكان أورانغ أصلي. بالإضافة لذلك، تم إجبار العديد منهم على الإندماج في الثقافة السائدة واعتناق الإسلام. وغالبًا ما يتم نقل سكان أورانغ أصلي استجابةً للتطور، وقد أجبر سد باكون غير المكتمل في سراوق 11.000 شخص على النزوح.

## الانقسامات
تتواجد جماعة أورانغ أصلي في جميع أنحاء ماليزيا، حيث تشكّل نسبة 11% من السكان أي حوالي 2.1 مليون نسمة. مصطلح أورانغ أصلي هو مصطلح شامل يضم كافّة السكان الأصليّين في شبه الجزيرة وفي شرق ماليزيا.
يُعرف سكان شبه الجزيرة الماليزيّة بشكل أكثر تحديدًا باسم أورانغ أصلي، ويبلغ عددهم حوالي 149,500 ويشكّلون 0.7% فقط من إجمالي سكّان ماليزيا. وهم رسميًا 19 مجموعة عرقية فرعية، تُصنف إما على أنها نيغريتو، أو سينوي، أو بروتو مالاي.
تختلف بعض الأرقام، لكن تحتوي شرق ماليزيا على إجمالي حوالي 64 مجموعة من السكان الأصليين، حوالي 39 منهم في صباح و25 في سراوق. يشكل أورانغ أصلي 60% من سكان صباح، و50% من سكان سراوق. يتنوّع سكان صباح بشكل كبير، حيث يتحدثون أكثر من 50 لغة و80 لهجة. إنّ أكبر مجموعة في سراوق هي إيبان.

## الثقافة
لدى جماعة أورانغ أصلي دياناتهم وعاداتهم الخاصة، فضلاً عن لغاتهم الفريدة. واللغات المستخدمة بشكل عام هي من عائلات اللغات الأسترونيزيّة والأستروآسيويّة. يمكن تجميع لغات شبه الجزيرة إلى لغات نيغريتو، وسينوي، ومالايو، والتي يمكن تقسيمها معًا إلى حوالي 18 مجموعة فرعيّة. ومع ذلك، فإن كل هذه اللغات معرضة لخطر الضياع عندما يتعلم أطفال القبائل لغة الملايو والإنجليزية. إنّ اللغات الأساسية في شرق ماليزيا هي كادازان-دوسون وإيبان، وكلاهما يستخدم من قبل العديد من مجموعات السكان الأصليين. وعلى النقيض من اللغات الأصلية لشبه الجزيرة، تُستخدم هذه اللغات بشكل شائع في الحياة اليومية.
في شبه الجزيرة الماليزيّة، تختلف كل مجموعة فرعية ثقافيًا عن المجموعات الأخرى، حيث تختلف أنماط الحياة من الصيادين إلى المزارعين إلى جامعي الثمار. على الرغم من أن العديد منهم استقروا الآن بسبب تطفل الحياة الحديثة، إلا أن بعضهم ظل شبه رحّل.
إنّ سكان مدينة صباح هم تقليديًا مزارعو الكفاف، على الرغم من أنهم أصبحوا اليوم أكثر انخراطًا في الحكومة المحلية. حيث يعتمد العديد من أفراد قبيلة أورانغ أصلي في سراوق على الأرز، ويكملون وجبتهم بالصيد. ويظل البعض أيضًا شبه رُحَّل. كما يشتهر سكان شرق ماليزيا بأعمالهم الفنية مثل الأقنعة الخشبية.